# Famos (Schreibmaschine)

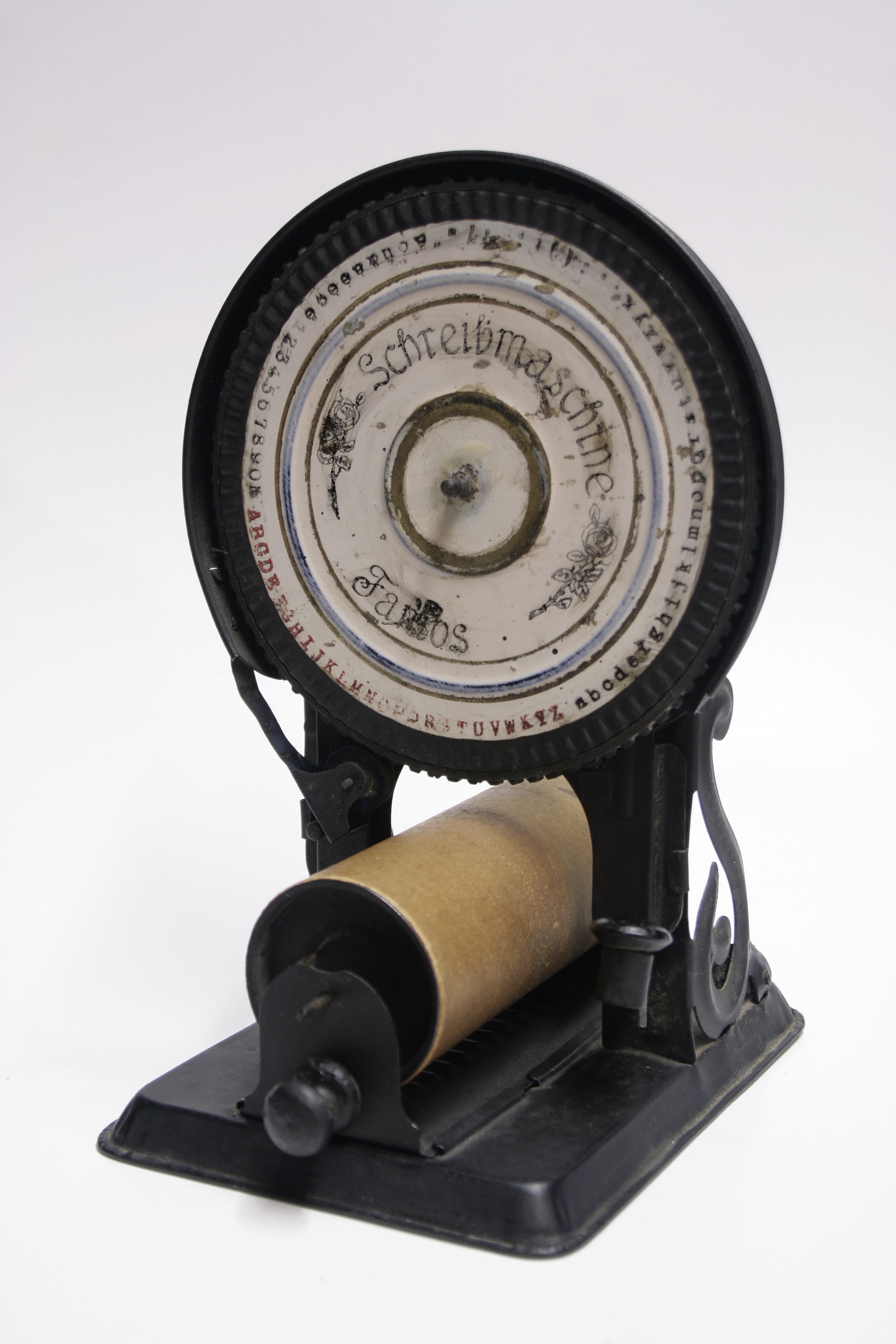
Schreibmaschine Famos

Die Schreibmaschine Famos ist eine einfache Eintastermaschine mit Oberaufschlag und Farbröllchen-Einfärbung, die ab 1910 von der Stempelwarenfabrik Gustav Tietze in Leipzig hergestellt wurde. Auf dem  französischen Markt wurde ein baugleiches Modell unter dem Namen Victoria vertrieben.

## Aufbau
Ein senkrecht stehendes Typenrad wird von zwei Säulen getragen, die aus einer Grundplatte von 119 × 149 mm ragen. 
Das Typenrad ist als Scheibe mit einem Durchmesser von 125 mm und einer Dicke von 6 mm ausgeführt, an deren Rand Schrifttypen aus Gummi angebracht sind. An der Vorderseite des Typenrades sind die entsprechenden Zeichen aufgedruckt, an der Rückseite befindet sich ein Handknopf zur Bedienung. Unterhalb des Typenrades, zwischen den beiden Säulen, befindet sich eine Papierwalze (Länge 10,5 cm, Durchmesser 4,5 cm) auf einem einfachen Schlitten. Rechts unterhalb des Typenrades befindet sich eine Taste zum Absenken des Typenrades. Eine Feder an der Rückseite hebt das Typenrad wieder in die Ausgangsposition. Links unterhalb des Typenrades befindet sich eine kleine Farbrolle zur Einfärbung der Schrifttypen.

## Funktionsweise
Nachdem Papier auf der Papierwalze festgeklemmt wurde, kann mit dem Handknopf das Typenrad so gedreht werden, dass sich die gewünschte Schrifttype in Druckposition befindet. Durch Betätigung der Taste wird das Typenrad nach unten auf die Walze abgesenkt und das Zeichen gedruckt. Gleichzeitig dreht ein kleiner Stift die Papierrolle um eine Zeichenbreite nach links. Die nächste Zeile wird durch Verschieben des Schlittens in die nächste Rastposition erreicht.

## Galerie

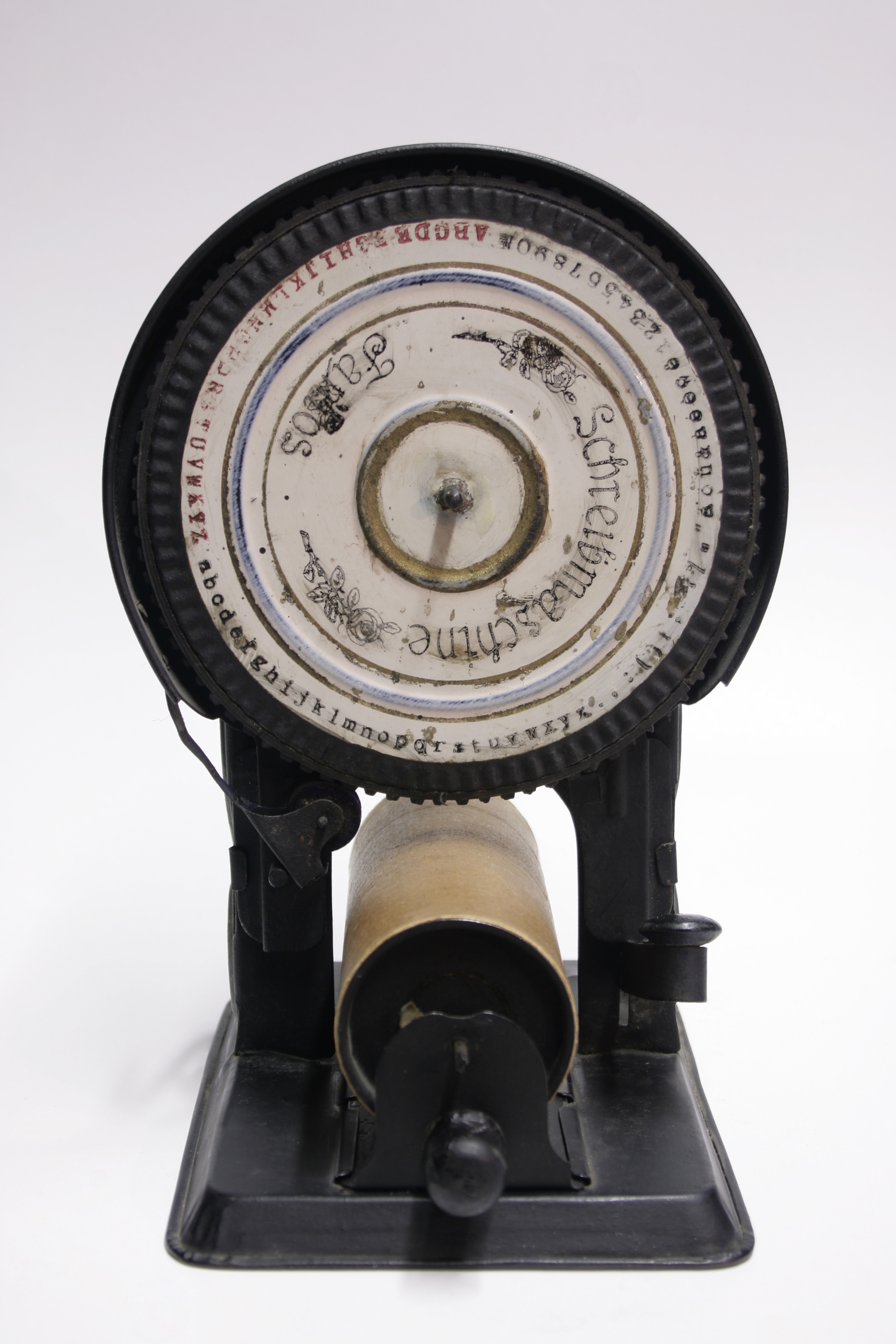
Vorderansicht
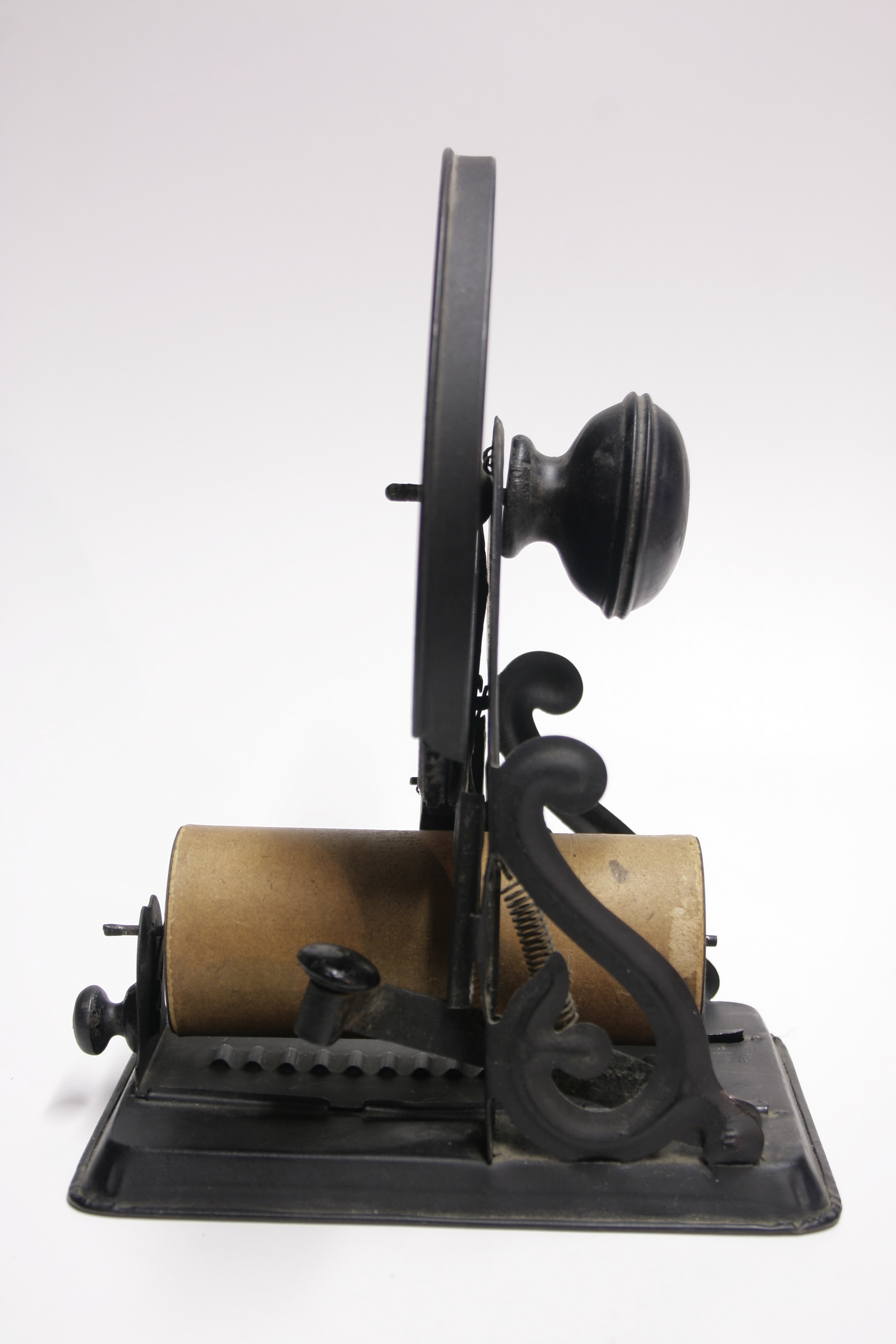
Seitenansicht
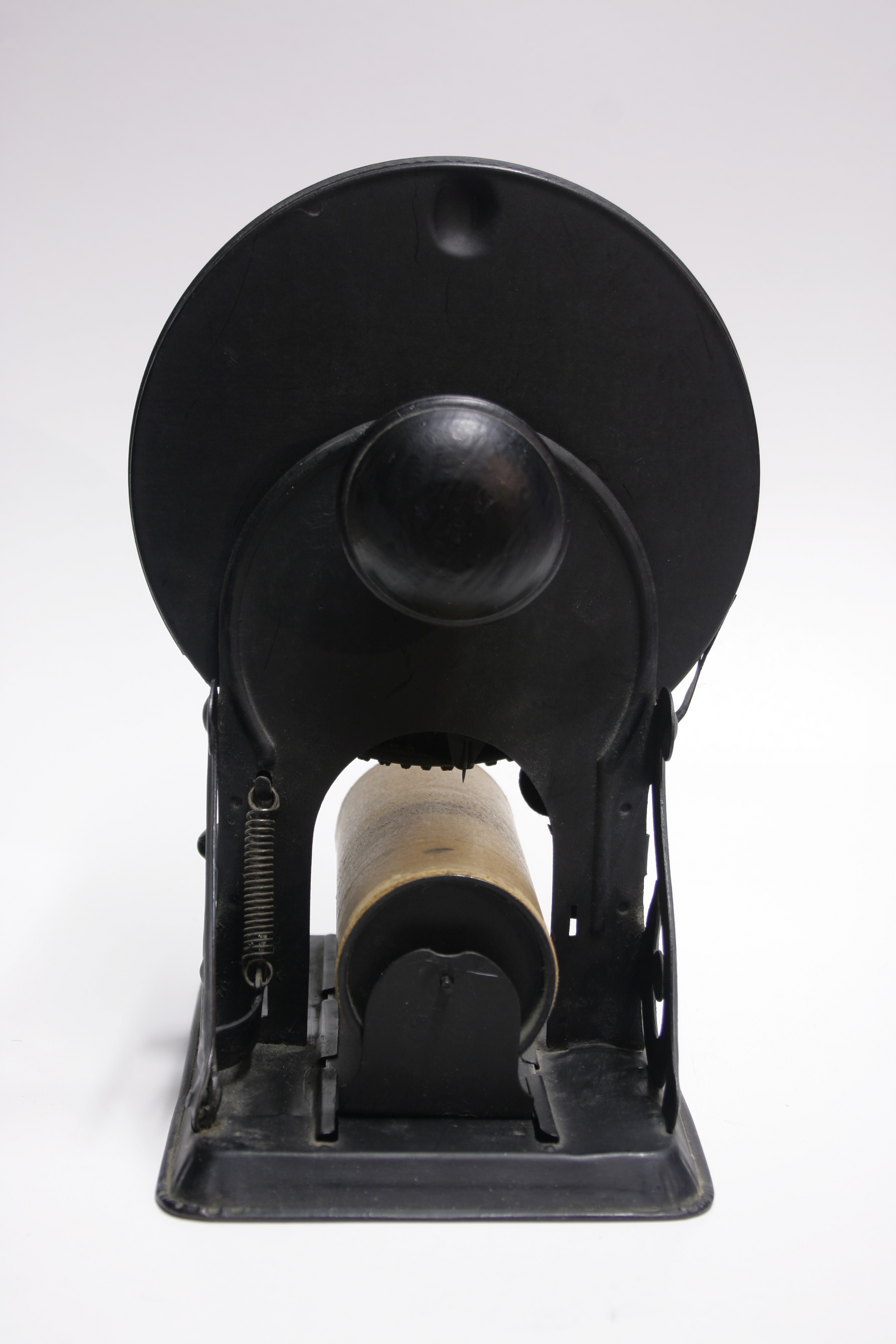
Rückseite